# Буздуджень
Буздуджень (рум. Buzdugeni) — село в Єдинецькому районі Молдови. Входить до складу комуни, адміністративним центром якої є село Бурленешть.